# Ligne de Székesfehérvár à Gyékényes
La Ligne de Budapest à Nagykanizsa par Székesfehérvár ou ligne 30 est une ligne de chemin de fer de Hongrie. Elle relie Budapest à Nagykanizsa.